# Vitreotubus digeronimoi
Vitreotubus digeronimoi är en ringmaskart som beskrevs av Zibrowius 1979. Vitreotubus digeronimoi ingår i släktet Vitreotubus och familjen Serpulidae. Inga underarter finns listade i Catalogue of Life.